# ورزشگاه کاتن بول
کاتن بول (به انگلیسی: Cotton Bowl) ساخت ۱۹۳۰، یک ورزشگاه چند منظوره در دالاس در ایالات متحده آمریکا است.
این استادیوم یکی از مراکز برگزاری بازیهای جام جهانی فوتبال ۱۹۹۴ بود.